# ستيف كناب
ستيف كناب (بالإنجليزية: Steve Knapp)‏ هو مهندس أمريكي، ولد في 17 أبريل 1964 في منيابولس في الولايات المتحدة.